# Joe-Max Moore
Joe-Max Moore   (Tulsa, 23 de febrer de 1971) és un exfutbolista estatunidenc de la dècada de 1990.
Destacà com a futbolista als clubs 1. FC Nürnberg, New England Revolution i Everton FC, entre d'altres.
Fou 100 cops internacional amb la selecció dels Estats Units, amb la qual participà en els Mundials de 1994, 1998 i 2002.